# Призрачный голубой

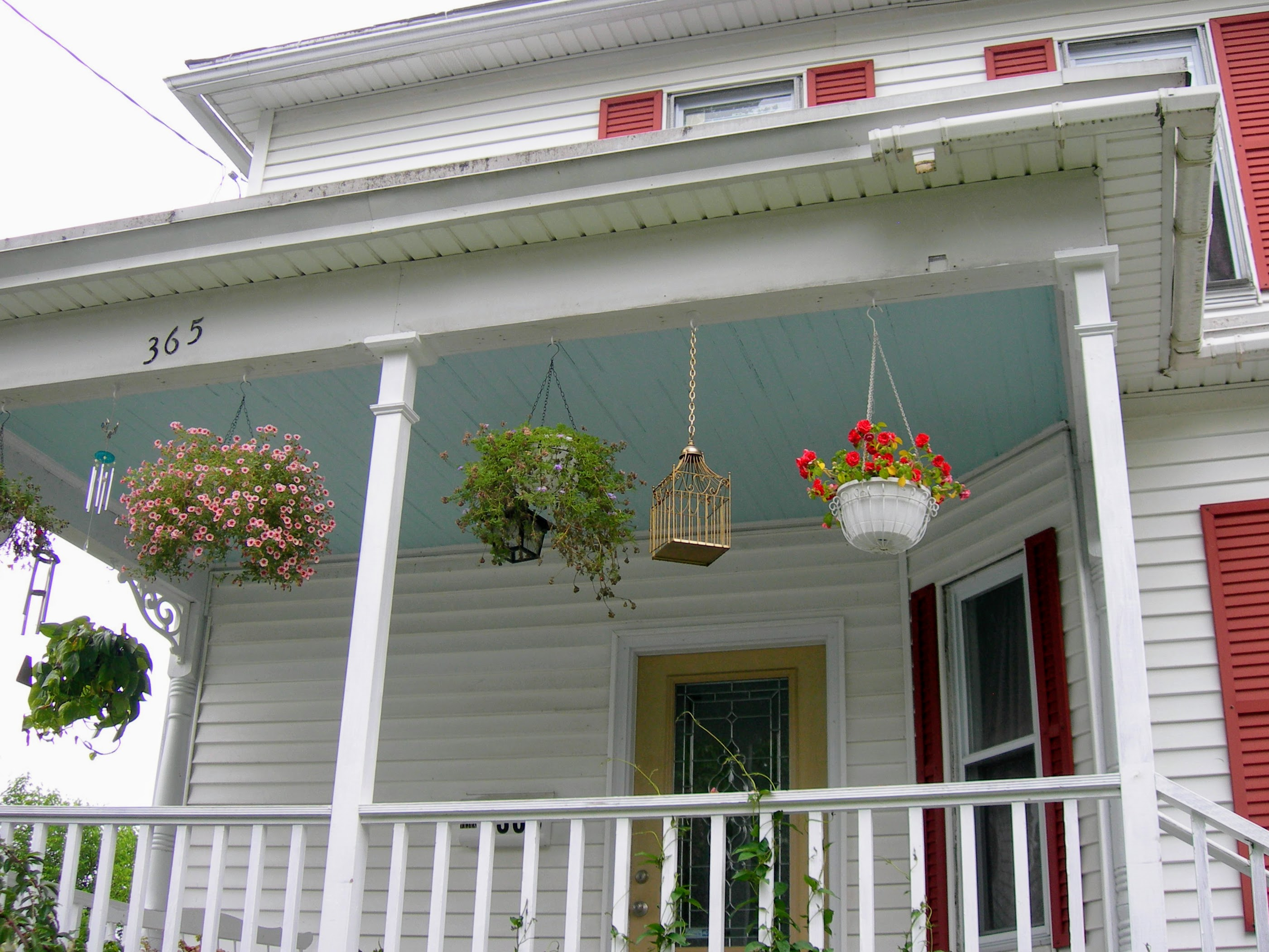
Выкрашенный в призрачный голубой цвет потолок над крыльцом

Призрачный голубой (англ. Haint blue; от англ. диалект. haint) — наименование группы оттенков светло-синего или небесно-голубого цвета, которые часто используют для покраски деталей экстерьера или построек на Юге США.

## Этимология
Слово «haint» происходит от английского глагола «to haunt», «преследовать как призрак», но эти два слова не совпадают. «Хэйнт» имеет свое культурное значение. «Хэйнты» — это духи, которые не нашли покоя и поэтому бродят среди живых и, обычно, враждебны.

## История
Согласно некоторым источникам, «хэйнты» преднамеренно злонамеренны, хотя не все с этим согласны. Эти предания происходят из мифологии субэтнической группы «галла» (также «гичи»), которые были порабощены и привезены из Африки в различные части Флориды, Джорджии и Северной и Южной Каролин в США. Из-за тропического климата в Африке и ускоренных темпов разложения останков, их умерших традиционно хоронили дважды. Духи не смогли бы обрести покой до своего второго, официального захоронения, когда семья покойного могла бы присутствовать и почтить своего любимого человека официально. Когда эти люди были привезены в США, рабовладельцы не допускали второго захоронения, и «галла-гичи» верили, что это обречёт их дух на вечное блуждание без покоя. Чтобы эти духи не могли поселиться в доме, галла-гичи покрывали потолки крыльца, подоконники, дверные рамы, а иногда и все их дома светло-голубой краской. Считается, что «хэйнты» не могут пересекать воду, поэтому они будут обмануты светло-синим и будут избегать домов. Эта краска была сделана с примесью индиго для создания светло-голубого цвета.

## Использование в качестве репеллента
По слухам, «призрачный голубой» также отпугивает насекомых, а иногда и птиц, от подъездов или подоконников. В то время как некоторые утверждают, что это потому, что краска заставляет их думать, что это небо, другие считают, что оригинальные ингредиенты светло-голубой краски отпугивает птиц. Благодаря тому, что в голубой краске использовала смесь молока с извёсткой, она естественным образом отпугивала вредных насекомых, что внесло вклад в верование, что призрачный голубой цвет отпугивал неумиротворённых духов. Хотя в светло-голубой краске больше не используются эти ингредиенты, некоторые люди, которые применяют этот цвет, всё ещё утверждают, что он обладает этими свойствами.

## Использование «призрачного голубого» как культурная традиция южан США
Хотя предания о пользе этой краски имеет корни в верованиях «галла-гичи», в современном использовании «призрачный голубой» был принят в качестве декоративного элемента домов южан. Независимо от того, верят ли владельцы этих домов в оккультное назначение цвета, они часто считают его традицией, репеллентом или просто приятным цветом для своих домов. Его влияние в дизайне дома распространилось на другие части страны, но нигде эта традиция не сохранилась так хорошо, как на Юге США. В городе Саванна, штат Джорджия, где сохранилось много исторических домов, историческое общество определило два конкретных оттенка как исторически точный «призрачный голубой», хотя многие различные оттенки сохраняются в популярном использовании. Это светлые и тёмные оттенки голубого.